# Alina Nastase
Alina Nastase (también Năstase) es una actriz, modelo, directora y productora rumana-española conocida por su participación en las películas Vigilo El Camino, El Juego De Las Llaves y las series de televisión Surviving The Cartel y La Valla.

## Infancia
Nacida en Bucarest y estudio en la Escuela de Artes Waldon. Su primer sueño fue convertirse en pintora., esta  idea  fue determinante en  su futura carrera como actriz. 

## Carrera
Se trasladó con su familia a Zaragoza a los 14 años.
Su primera película fue  side B y al año siguiente protagonizó “ Vigilo el Camino ”, una película de suspenso sobre un líder de una secta satánica dirigida por Pablo Aragües y en la que comparte créditos con William Miller. El siguiente trabajo fue un papel en la nueva versión de la película Vampyres (2015), dirigida por Víctor Matellano, allí compartió rol con actores como Marta Finch y Luis Hacha. 
En 2016 rodo  la película Villaviciosa De Al Lado al lado de Carmen Manchi, Leo Harlem y Ernesto Sevilla y protagonizó un capítulo de Acacias 38. Luego participó en los cortometrajes pasarea (2018) y hermana. (2020) 
En 2020 es uno de los mejores años de su carrera cuando consigue el papel de chica espía en la serie de Antena 3 / Netflix La Valla  y tiene un papel recurrente en Desaparecidos como Susy,  también obtiene un papel secundario en la película La vida. Fue eso junto a Petra Martínez, Ana Castillo y Ramón Barea., la cual fue parcialmente rodada en Bélgica
En 2022 interpretó el papel de Natasha en El Juego De Las Llaves junto a actores como Tamar Novas y Belén Cuesta .  El mismo año tuvo su primer papel en la televisión estadounidense como actriz principal en la serie de la productora 1265 films  Surviving The Cartel, donde interpreta a Rachel Parker la esposa de un político Texano.. 
En 2024 tiene una aparición especial en la segunda temporada  de la serie  Machos Alfa. 

## Películas
| Película                 | Personaje     | Director                   | Año  |
| ------------------------ | ------------- | -------------------------- | ---- |
| Last Ride                | gabriela      | Nyle Cavazos García        | 2023 |
| El Juego De Las Llaves   | Natasha       | Vicente Villanueva         | 2022 |
| Dos bombazos y un cuerpo | martina       | Steve Sturla               | 2021 |
| La vida era eso          | Cristina      | David Martín De Los Santos | 2020 |
| Hermana                  | Marga         | mikaela bruce              | 2020 |
| Adiós Susana             | Jefe          | Chando Luna                | 2020 |
| Pasarea                  | vera          | mikaela bruce              | 2018 |
| Villaviciosa De Al Lado  | simona        | Nacho G Velilla            | 2016 |
| Muchos Pedazos De Algo   | Noemí         | David Yañez                | 2015 |
| vampiros                 | Ana           | Víctor Matellano           | 2015 |
| Sensaciones              | Chica Maniquí | Héctor Sanfer              | 2015 |
| Vigilo El Camino         | ana           | Pablo Aragües              | 2013 |
| Lado B                   | Mioara        | David Yáñez                | 2012 |

## Televisión
| Serie                | Personaje     | Red                   | Año           |
| -------------------- | ------------- | --------------------- | ------------- |
| Alpha Of My Hearth   | Deliah        | Kalos TV              | 2025          |
| Machos alfa          | lucía         | Netflix               | 2024          |
| Surviving The Cartel | Raquel Parker | 1265 / Amazon         | 2022-presente |
| La valla             | chica espía   | Netflix/Antena 3      | 2020          |
| desaparecidos        | susy          | Vídeo de Amazon Prime | 2020          |
| Estoy Vivo           | mujer policía | Telecinco             | 2019          |
| Esclavas             | por confirmar | Telecinco             | 2016          |
| Ajuste De Cuesta     | bonnie        | YouTube               | 2016-2019     |
| Acacias 38           | daría         | Telecinco             | 2016          |

## Teatro
| Obra          | Personaje     | Director                 | Año  |
| ------------- | ------------- | ------------------------ | ---- |
| Punch         | Alissa Martin | Tim Lott                 | 2023 |
| Etapa trasera | Cali          | José Luis Saíz           | 2016 |
| Línea de coro | -             | Lola González & Bob Nico | 2014 |

## Premios
- Mejor actriz ganadora en el Studio Film Festival (2020)
- Nominada a Mejor Actriz de Reparto al Premio Goya (2016)